# Arnold de Ville

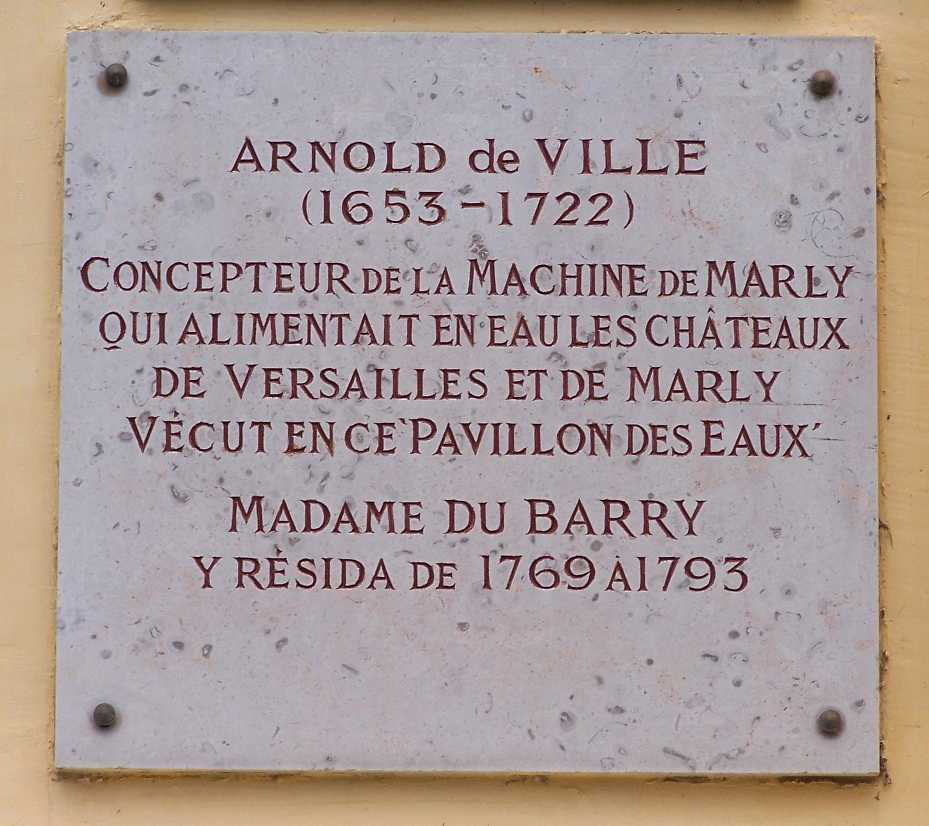
Plakkaat aan het waterpaviljoen

Arnold de Ville, (Hoei, 15 mei 1653 – Modave, 1722) is een ingenieur uit het graafschap Luik, die de constructie van de  machine van Marly, ontworpen door Rennequin Sualem, leidde.
Lodewijk XIV benoemde hem tot gouverneur voor dit project en schonk hem 100.000 livres met aanvullend 6.000 livres per jaar tot aan zijn pensioen.

Hij trouwde met Anne Barbe de Courcelles, geboren als Anne-Marie Barbe de Ville. Zij stierf in het kraambed bij de geboorte van Anne Léon II de Montmorency-Fosseux